# سن هیوی کوچک لینکلن
سن هیوی کوچک لینکلن (انگلیسی: Little Saint Hugh of Lincoln؛ ۱۲۴۶ – قبل از ۲۷ اوت ۱۲۵۵ (سن ۸–۹)) پسری انگلیسی بود که مرگ او در لینکلن، انگلستان به دروغ به یهودیان نسبت داده شد. او گاهی به عنوان لیتل سنت هیو یا سر هیوی کوچک شناخته می‌شود تا او را از قدیس بالغ، هیو لینکلن (درگذشته ۱۲۰۰) متمایز کند. هیوی کوچک هرگز به‌طور رسمی نشد مقدس نشد.
هیو شد یکی از شناخته شده‌ترین افتراهای خونی در ارتباط با کودکانی است که مرگ آنها به عنوان قربانی انسان توسط یهودیان تعبیر می‌شد. برخی از مورخان معتقدند که مقامات کلیسای لینکلن برای ایجاد جریان سودمند زائران به زیارتگاه شهیدان و قدیسان، رویدادهای مربوط به او را ساخته و پرداخته و هدایت کردند. مرگ هیو از این جهت مهم است که این اولین بار بود که ولیعهد از طریق مداخله مستقیم شاه هنری سوم به اتهام‌های مربوط به قتل کودکان در مراسم رسمی اعتبار داد. در نتیجه، برخلاف دیگر افتراهای خونی انگلیسی، این داستان وارد پرونده تاریخی، ادبیات قرون وسطی و تصنیف‌هایی شد که تا قرن بیستم می‌چرخیدند.